# Клубът на Мики Маус
„Клубът на Мики Маус“ (на английски: Mickey Mouse Clubhouse) е детски сериал с премиера по Disney Channel на 13 май 2006 г. Той е част от дневния блок на Playhouse Disney за децата в предучилищна възраст.
Продукцията на шоуто е временно прекъсната през пролетта на 2009 г., заради смъртта на актьора Уейн Олуайн, който озвучава Мики Маус. Брет Айуан ще бъде гласът на Мики Маус в новите епизоди.

## Сюжет
Сериалът разказва за различни проблеми, с които се сблъскват Мики маус и неговите приятели. За да се справи с тях, Мики използва своите „Маус-помощници“, които му носи Тудълс, който представлява специален инструмент с формата на главата на Мики. Маус-помощниците биват най-често 4, като за всеки от тях се намира приложение за различни ситуации в епизода. Единият от помощниците е скрит (нарича се „мистериозен“) и бива разкрит едва когато има нужда да се използва.

## „Клубът на Мики Маус“ в България
В България сериалът започна излъчване на 10 януари 2009 г. по БНТ 1, преведен като „Приключения с Мики Маус“, всяка събота от 08:45 и е дублиран на български. Екипът се състои от:
Войсоувър дублаж
| Обработка          | Главна редакция „КИНО“                                                        |
| ------------------ | ----------------------------------------------------------------------------- |
| Преводачи          | Антонина Иванова Ралица Ботева                                                |
| Редактор           | Веселина Пършорова                                                            |
| Тонрежисьори       | Елеонора Карагьозова Иглика Атанасова                                         |
| Озвучаващи артисти | Силвия Русинова Елена Русалиева Георги Стоянов Веселин Ранков Николай Николов |

На 21 септември 2009 г. започна повторно излъчване по Disney Channel, като е взет дублажа от БНТ 1. От 5 ноември излъчването е вече със синхронен дублаж, продуциран от студио Александра Аудио. Заглавието вече е преведено на „Клубът на Мики Маус“. Към момента не се излъчват епизоди.
Синхронен дублаж
| Роля                | Изпълнител                                                        |
| ------------------- | ----------------------------------------------------------------- |
| Мики Маус           | Георги Стоянов                                                    |
| Мини Маус           | Богдана Трифонова                                                 |
| Доналд Дък          | Диян Русев                                                        |
| Дейзи Дък           | Петя Абаджиева                                                    |
| Гуфи                | Георги Спасов                                                     |
| Пийт                | Георги Иванов                                                     |
| Лудвиг фон Дрейк    | Станислав Пищалов                                                 |
| Кларабел            | Василка Сугарева                                                  |
| Вокални изпълнители | Ненчо Балабанов Милица Гладнишка Емилия Кирчева Владимир Михайлов |

| Обработка                                       | Александра Аудио    |
| ----------------------------------------------- | ------------------- |
| Преводач Режисьор на дублажа Музикален режисьор | Десислава Софранова |
| Музикален асистент                              | Цветомира Михайлова |
| Тонрежисьор                                     | Пламен Чернев       |